# 豊科町
豊科町（とよしなまち）は、長野県中西部の南安曇郡にあった町。現在の安曇野市南東部にあたる。
本項では町制前の名称である豊科村（とよしなむら）についても記す。

## 地理

### 隣接していた自治体
- 松本市
- 南安曇郡：穂高町、三郷村、堀金村
- 東筑摩郡：明科町

## 歴史
- 1874年（明治7年）10月25日 - 筑摩県安曇郡上鳥羽村・下鳥羽村・吉野村・成相町村・成相新田町村・本村が合併し豊科村となる。鳥羽・吉野・新田・成相の頭文字をとって「とよしな」とした。
- 1876年（明治9年）8月21日 - 長野県の所属となる。
- 1879年（明治12年）1月4日 - 郡区町村編制法の施行により、南安曇郡の所属となる。
- 1889年（明治22年）4月1日 - 町村制の施行により、豊科村が単独で自治体を形成。
- 1915年（大正4年）4月1日 -　豊科村が町制施行して豊科町となる。
- 1947年（昭和22年）10月13日 - 昭和天皇が町内に行幸（昭和天皇の戦後巡幸）[1]。
- 1955年（昭和30年）1月15日 - 南穂高村・高家村および東筑摩郡上川手村の一部と合併し、改めて豊科町が発足。
- 1971年（昭和46年）5月17日- 都市計画法に基づく都市計画区域を導入（合併後の2012年12月20日に廃止）。
- 2004年（平成16年）7月23日 - 穂高町・三郷村・堀金村・東筑摩郡明科町と法定合併協議会を設置。
- 2005年（平成17年）2月28日 - 長野県知事に合併申請。
- 2005年（平成17年）10月1日 - 穂高町・堀金村・三郷村・明科町と合併して安曇野市が発足。同日豊科町廃止。
- 2015年（平成27年）5月7日 - 安曇野市役所本庁舎開庁に伴い、豊科支所での窓口事務が本庁舎へと移管[2]。老朽化した豊科支所庁舎は取り壊され、近隣の豊科公民館の駐車場として整備される予定[3]。

## 友好都市

### 国内
- 東京都武蔵野市

### 海外
- オーストリアクラムザッハ市

## 経済
- 1937年に呉羽紡績豊科工場の誘致を皮切りに、工業生産が盛んになる。（東洋紡績（旧・呉羽紡績）は1992年に撤退。）この当時、工場を誘致するといえば軍需産業が主流であったが、豊科町はあえて繊維産業を選択した。
- 1952年に県内町村で初めて工場誘致条例を施行し、工場の進出が相次ぐ。
- 合併前（2005年）の時点で工業出荷額が県内2位を誇った。これが安曇野市の工業出荷額県内1位につながっている。

## 地域

### 健康
- 長野県立こども病院
- 豊科赤十字病院
- 豊科病院

### 教育
- 長野県豊科高等学校
- 長野県南安曇農業高等学校
- 豊科町立豊科北中学校
- 豊科町立豊科南中学校
- 豊科町立豊科北小学校
- 豊科町立豊科南小学校
- 豊科町立豊科東小学校

#### 廃校になった学校
- 豊科町立豊科中学校（1985年に豊科北中学校と豊科南中学校に分割）

## 交通

### 鉄道路線
東日本旅客鉄道（JR東日本）
- 大糸線
梓橋駅、南豊科駅、豊科駅
- 篠ノ井線
田沢駅

### バス
- 豊科町地域振興バス

### 道路

#### 高速道路
- 長野自動車道
  - 豊科インターチェンジ（現・安曇野インターチェンジ）、梓川サービスエリア

#### 一般国道
- 国道19号
- 国道143号
- 国道147号

#### 県道
- 長野県道57号豊科インター堀金線
- 長野県道310号柏矢町田沢停車場線
- 長野県道441号穂高松本塩尻自転車道線（あづみ野やまびこ自転車道）
- 長野県道495号豊科大天井岳線

## 名所・旧跡・観光スポット・祭事・催事
- 犀川白鳥湖
- 安曇野市豊科郷土博物館
- 田淵行男記念館
- 飯沼飛行士記念館
- 豊科近代美術館
- 本村の神代文字碑、菊紋の道祖神